# 芦北町立吉尾小学校
芦北町立吉尾小学校（あしきたちょうりつ よしおしょうがっこう）は、熊本県葦北郡芦北町にあった公立小学校。

## 沿革
- 1875年（明治8年） - 箙瀬に公立小学校創立。大岩分教場設置。
- 1880年（明治13年） - 大岩分教場独立。公立吉尾小学校創立。
- 1889年（明治22年） - 箙瀬小学校廃止。尋常吉尾小学校となる。
- 1891年（明治24年） - 海路分教場設置。
- 1905年（明治38年） - 海路分教場独立。
- 1941年（昭和16年） - 吉尾国民学校と改称。
- 1947年（昭和22年） - 吉尾村立吉尾小学校と改称。
- 1955年（昭和30年） - 葦北町立吉尾小学校と改称。
- 1970年（昭和45年） - 芦北町立吉尾小学校と改称
- 2022年（令和4年） - 芦北町立佐敷小学校への統合に伴い、閉校[1]。147年の歴史に幕を閉じた。